# El ventilador (serie de televisión)
El ventilador es una serie de televisión colombiana producida por Caracol Televisión. Protagonizada por Marlon Moreno, Carolina Acevedo y Carolina Guerra. es historia de amor, corrupción política y mafia que comienza con el abandono de un cadáver en medio de la carretera. Dos periodistas y un computador prenden “El ventilador”.
Esta protagonizada por Marlon Moreno, Carolina Acevedo, Carolina Guerra, Marcela Angarita y Alejandro Buenaventura.

## Sinopsis
El ventilador es una serie urbana en la que periodistas no dudan en convertirse en carne de cañón con tal de sacar a la luz pública las verdades del mundo soterrado de la ilegalidad.
Las vidas de Julián Aldana y Eliana Ángel, dos reporteros jóvenes e intrépidos, están destinadas a unirse, cuando sus investigaciones toquen las bases que sostienen una red de narcotraficantes vinculada con importantes políticos.
Julián busca con desesperación hacerse a un computador portátil encontrado junto al cadáver del hombre que manejaba las finanzas de un cartel de las drogas, y que contiene información valiosa para escribir su libro sobre los hilos invisibles de la mafia en la vida nacional.
Eliana cubre la noticia sobre el hallazgo del cuerpo sin vida de Andrés Herrera sin sospechar que su hermana, Manuela, tiene velas en ese entierro, al igual que Lucero, su compañera de andanzas.
El verdadero protagonista, sin embargo, es un ser poderoso que logra moverse sin ser detectado, bajo un disfraz muy bien confeccionado. Él es el titiritero de una red de corrupción extremadamente peligrosa.
Todos los pecados bailan juntos y los crímenes se convierten en el pan de cada día.

## Elenco
- Marlon Moreno ... Julián Aldana
- Carolina Acevedo ... Eliana Ángel
- Carolina Guerra ... Manuela Ángel
- Ana María Kamper ... Beatriz Moreno de Ángel
- Alejandro Buenaventura ... Germán Aldana El Halcón
- Florina Lemaitre ... Ana Cecilia de Aldana
- Marcela Angarita ... Lucero Bernal
- Jimmy Vásquez ... Camilo Soler
- Daniel Ochoa ... Senador Orlando Palacios
- Gilberto Ramírez ... Aldemar Correal
- Víctor Hugo Ruíz ... Simón Laverti
- Christian Tappan ... Diego
- Daniel Rocha ... 'Cebolla'
- Diana Neira ... Marcela
- John Mario Rivera ... 'Chancho'
- Manuel Busquets ... Senador Alfredo González
- Quique Mendoza ... Johnny
- Jenny Vargas ... Sheila
- Luis Fernando Montoya
- Diana González... Cristina
- Fredy Ordoñes... Gatillo
- Héctor García... Maleta
- Leonardo Petro... Risos
- Nelson Tamayo... Eléctrico
- Rodolfo Silva... Andrés Herrera
- Monica Choner
- Manuel Cabral
- Víctor Cifuentes... Luis
- Luis Enrique Roldán... Senador Estrada
- Juan Carlos Pérez Almanza ... Reparto Secundario